# Zbójnik szarobrzuchy
Zbójnik szarobrzuchy (Caenolestes caniventer) – gatunek torbacza z rodziny zbójnikowatych (Caenolestidae). Endemit występujący w górach w Ekwadorze i na przyległym obszarze w północno-zachodnim Peru.

## Występowanie i siedlisko
Gatunek występuje głównie na zboczach Andów, na wysokościach powyżej 1500 m n.p.m. Spotykany jest m.in. w ekwadorskiej prowincji El Oro oraz w okolicach góry Cayambe i miejscowości Molleturo. Zamieszkuje subtropikalne wilgotne lasy górskie. Przebywa w pobliżu strumieni ukryty w korzeniach drzew.

## Charakterystyka

### Morfologia
Długość ciała wynosi średnio 256 mm razem z ogonem. Sam ogon mierzy 126 mm. Osiąga masę ok. 40 g. Zbójnik szarobrzuchy posiada wydłużony ryjek. Ma brązowoczarne futro z białymi końcówkami. Ogon pokryty jest białym futrem. Gatunek ten wykazuje dymorfizm płciowy, samce zwykle są większe.
Ma charakterystyczne, duże, pochylone siekacze dolne oraz unikalne wargi, które mogą pełnić funkcję ochronną dla wibrysów.

### Rozmnażanie
Ich sezon godowy trwa od lutego do sierpnia. Mogą rozmnażać się raz w roku.

### Dieta
Gatunek jest owadożerny. Dieta obejmuje bezkręgowce, takie jak chrząszcze, stonogi, dżdżownice i pajęczaki. Czasami żywi się również owocami, liśćmi i drobnymi kręgowcami. Pokarm spożywają w pozycji półsiedzącej, trzymając go przednimi łapami.

## Status zagrożenia
W Czerwonej księdze gatunków zagrożonych Międzynarodowej Unii Ochrony Przyrody i Jej Zasobów zbójnik szarobrzuchy klasyfikowany jest jako gatunek bliski zagrożenia (NT, ang. near threatened). Według danych z 2015 roku jego populacja ma tendencję spadkową.